# Selbstladepistole Modell 1935A
Die Selbstladepistole Modell 1935A ist eine französische Selbstladepistole im Kaliber 7,65 × 20 mm.

## Geschichte
Nach dem Ersten Weltkrieg stand in Frankreich die Frage nach der Vereinheitlichung der Faustfeuerwaffen auf der Tagesordnung. Dazu wurden verschiedene ausländische Modelle evaluiert. Das französische Militär war von der US-amerikanischen Ordonnanzpistole Colt M1911 überzeugt, befürwortete jedoch eine Eigenentwicklung im französischen Kaliber 7,65 × 20 mm. Die Ausschreibung gewann schließlich Charles Petter von der französischen Waffenfabrik Société Alsacienne de Constructions Mécaniques (SACM) in Cholet mit seinem weitgehend am Prinzip des Colt M1911 orientierten Entwurf, der 1937 als Pistolet automatique modèle 1935 in die Bewaffnung der französischen Streitkräfte aufgenommen wurde. Ab 1938, als zusätzlich die vereinfachte Selbstladepistole Modell 1935S der MAS eingeführt wurde, wurden die Waffen der ursprünglichen Version mit dem Suffix A für Alsacienne bezeichnet.
Etwa 10.700 Pistolen wurden bis zum Beginn des Zweiten Weltkriegs hergestellt. Nach der Eroberung Frankreichs wurde die Waffe im Auftrag der Wehrmacht weiterproduziert und als Pistole 625 (f) bezeichnet. Etwa 23.850 Pistolen wurden so bis zur Befreiung Frankreichs hergestellt. Danach wurde die Produktion wieder unter französischer Regie weitergeführt. Bis 1950 entstanden insgesamt 84.950 dieser Pistolen.

## Technik

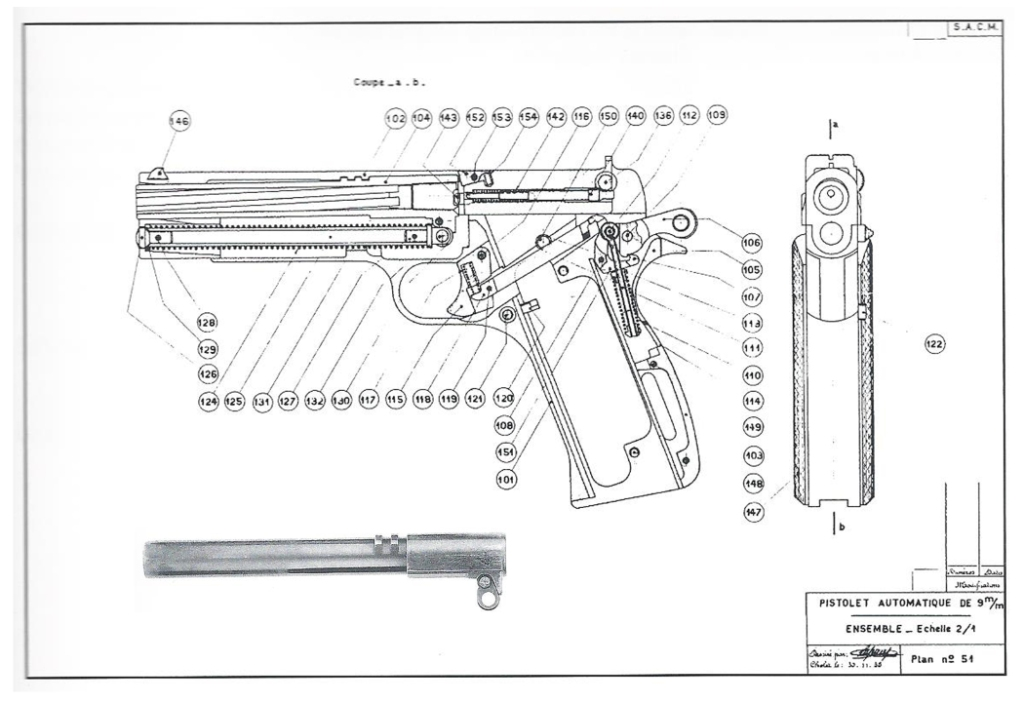
Schnittzeichnung

Das Modell 1935A ist ein Rückstoßlader mit kurz zurückgleitendem Lauf und Riegelverschluss System Browning. Die Verriegelung erfolgt über zwei Riegelkämme auf der Laufoberseite im Schlitten, der Lauf ist mit einem Kettenglied mit dem Rahmen verbunden. Unterschiede zum Colt 1911 sind die Abzugseinheit und Sicherung sowie der Verzicht auf die Laufführungshülse zugunsten einer entsprechenden Öffnung im Schlitten.
Die Abzugsbaugruppe ist als eine Einheit zusammengefasst und lässt sich im Ganzen aus der Waffe entnehmen. Diese Konstruktion gleicht der im selben Zeitraum entstandenen Tokarew TT-33.
Das Modell 1935A ist ein Hahnspanner, der Sicherungshebel befindet sich auf der linken Seite des Schlittens. Die Sicherung blockiert den Hammer, dabei steht der Sicherungshebel senkrecht nach oben von der Waffe ab. Auf eine Griffsicherung und einen Entspannhebel wie beim Colt 1911 wurde verzichtet, eine Magazinsicherung verhindert die Schussabgabe bei entferntem Magazin. Auf der linken Rahmenseite befindet sich der Schlittenfanghebel und hinter dem Abzugsbügel der Magazinhalteknopf.
Auf der Oberseite des Schlittens befindet sich der fühlbare Ladeindikator, der nach oben herausragt, wenn sich eine Patrone im Lauf befindet.

## Weiterentwicklungen
Nach dem Krieg wurde auch in Frankreich beschlossen, künftig das Kaliber 9 × 19 mm zu verwenden. Die Pistole Modell 1935A wurde zur MAC-50 weiterentwickelt.